# Sigge Fürst
Sigge Fürst (Stockholm, 1905. november 3. – Stockholm, 1984. június 11.) svéd színész.

## Élete és pályafutása
A stockholmi születésű Fürst 50 éves karrierje során több mint 130 filmben volt látható. Ismertebb szerepeit főleg Ingmar Bergman filmjeiben kapta. 
78 éves korában hunyt el tüdőrákban.

## Fontosabb filmjei
- 1969 - Szenvedély (En passion) - Verner
- 1968 - Szégyen (Skammen) - Filip
- 1955 - Egy nyáréjszaka mosolya (Sommarnattens leende) - rendőr
- 1954 - Szerelmi lecke (En lektion i kärlek) - lelkész
- 1953 - Egy nyár Mónikával - (Sommaren med Monika) - Johan

## Fordítás
- Ez a szócikk részben vagy egészben  a   Sigge_Fürst című angol Wikipédia-szócikk fordításán alapul.  Az eredeti cikk szerkesztőit annak laptörténete sorolja fel. Ez a jelzés csupán a megfogalmazás eredetét és a szerzői jogokat jelzi, nem szolgál a cikkben szereplő információk forrásmegjelöléseként.